# Giochi del Commonwealth
I Giochi del Commonwealth (en. Commonwealth Games) sono una manifestazione sportiva organizzata dalla Commonwealth Games Federation e tenuta ogni quattro anni, che richiama i migliori atleti delle Nazioni del Commonwealth.
La prima edizione, allora nota come British Empire Games (Giochi dell'Impero Britannico) si tenne nel 1930. Il nome fu poi cambiato in British Empire and Commonwealth Games (Giochi dell'Impero e del Commonwealth Britannico) nel 1954, in British Commonwealth Games (Giochi del Commonwealth Britannico) nel 1970 e ha assunto il nome attuale, Commonwealth Games, nel 1978.
Questa manifestazione comprende anche sport che sono praticati prevalentemente nei paesi del Commonwealth, come ad esempio rugby a 7, netball e lawn bowls. All'ultima edizione dei Commonwealth Games hanno partecipato 53 nazioni. Tipicamente ai giochi partecipano circa 5.000 atleti, rendendo questa manifestazione uno dei più grandi eventi internazionali in termini di partecipanti.
Le quattro nazioni costitutive del Regno Unito – Inghilterra, Scozia, Galles e Irlanda del Nord – partecipano ai Giochi con squadre separate, così come i paesi sotto le dipendenze della corona, Guernsey, Jersey, Isola di Man e i territori d'oltremare britannici.
Le uniche squadre ad aver partecipato a tutte le edizioni dei Commonwealth Games sono quelle di Australia, Canada, Inghilterra, Nuova Zelanda, Scozia e Galles.

## Storia
Una manifestazione sportiva tra tutti i membri dell'Impero britannico era stata proposta per la prima volta dal Reverendo Astley Cooper nel 1891 in un articolo del Times, suggerendo una competizione quadriennale per incrementare la benevolenza e l'intesa e rinnovare i legami tra i paesi dell'impero.
Nel 1911 si tenne a Londra il Festival of Empire per celebrare l'incoronazione di re Giorgio V. Come parte del festival si tennero dei campionati dove le squadre dei paesi dell'Impero britannico come Australia, Canada, Sudafrica e Regno Unito si sfidarono nelle discipline del pugilato, lotta, nuoto e atletica leggera.
Nel 1928 al canadese Melville Marks Robinson fu chiesto di organizzare i primi British Empire Games, che si tennero due anni dopo a Hamilton, Canada.

## Edizioni
| Anno | Edizione                                              | Sede                     | Sede                     | Date                      | Paesi | Sport | Atleti |
| ---- | ----------------------------------------------------- | ------------------------ | ------------------------ | ------------------------- | ----- | ----- | ------ |
| 1930 | I Giochi dell'Impero Britannico                       | Canada (bandiera)        | Canada (bandiera)        | 16 agosto 23 agosto       | 11    | 6     | 400    |
| 1930 | I Giochi dell'Impero Britannico                       | Hamilton                 | Canada                   | 16 agosto 23 agosto       | 11    | 6     | 400    |
| 1934 | II Giochi dell'Impero Britannico                      | Inghilterra (bandiera)   | Inghilterra (bandiera)   | 4 agosto 11 agosto        | 16    | 6     | 500    |
| 1934 | II Giochi dell'Impero Britannico                      | Londra                   | Inghilterra              | 4 agosto 11 agosto        | 16    | 6     | 500    |
| 1938 | III Giochi dell'Impero Britannico                     | Australia (bandiera)     | Australia (bandiera)     | 5 febbraio 12 febbraio    | 16    | 7     | 464    |
| 1938 | III Giochi dell'Impero Britannico                     | Sydney                   | Australia                | 5 febbraio 12 febbraio    | 16    | 7     | 464    |
| 1950 | IV Giochi dell'Impero Britannico                      | Nuova Zelanda (bandiera) | Nuova Zelanda (bandiera) | 4 febbraio 11 febbraio    | 12    | 9     | 590    |
| 1950 | IV Giochi dell'Impero Britannico                      | Auckland                 | Nuova Zelanda            | 4 febbraio 11 febbraio    | 12    | 9     | 590    |
| 1954 | V Giochi dell'Impero e del Commonwealth Britannico    | Canada (bandiera)        | Canada (bandiera)        | 30 luglio 7 agosto        | 24    | 9     | 662    |
| 1954 | V Giochi dell'Impero e del Commonwealth Britannico    | Vancouver                | Canada                   | 30 luglio 7 agosto        | 24    | 9     | 662    |
| 1958 | VI Giochi dell'Impero e del Commonwealth Britannico   | Galles (bandiera)        | Galles (bandiera)        | 18 luglio 26 luglio       | 36    | 9     | 1122   |
| 1958 | VI Giochi dell'Impero e del Commonwealth Britannico   | Cardiff                  | Galles                   | 18 luglio 26 luglio       | 36    | 9     | 1122   |
| 1962 | VII Giochi dell'Impero e del Commonwealth Britannico  | Australia (bandiera)     | Australia (bandiera)     | 22 novembre 1º dicembre   | 35    | 9     | 863    |
| 1962 | VII Giochi dell'Impero e del Commonwealth Britannico  | Perth                    | Australia                | 22 novembre 1º dicembre   | 35    | 9     | 863    |
| 1966 | VIII Giochi dell'Impero e del Commonwealth Britannico | Giamaica (bandiera)      | Giamaica (bandiera)      | 4 agosto 13 agosto        | 34    | 9     | 1316   |
| 1966 | VIII Giochi dell'Impero e del Commonwealth Britannico | Kingston                 | Giamaica                 | 4 agosto 13 agosto        | 34    | 9     | 1316   |
| 1970 | IX Giochi del Commonwealth Britannico                 | Scozia (bandiera)        | Scozia (bandiera)        | 16 luglio 25 luglio       | 42    | 9     | 1744   |
| 1970 | IX Giochi del Commonwealth Britannico                 | Edimburgo                | Scozia                   | 16 luglio 25 luglio       | 42    | 9     | 1744   |
| 1974 | X Giochi del Commonwealth Britannico                  | Nuova Zelanda (bandiera) | Nuova Zelanda (bandiera) | 24 gennaio 2 febbraio     | 38    | 9     | 1276   |
| 1974 | X Giochi del Commonwealth Britannico                  | Christchurch             | Nuova Zelanda            | 24 gennaio 2 febbraio     | 38    | 9     | 1276   |
| 1978 | XI Giochi del Commonwealth                            | Canada (bandiera)        | Canada (bandiera)        | 3 agosto 12 agosto        | 46    | 10    | 1475   |
| 1978 | XI Giochi del Commonwealth                            | Edmonton                 | Canada                   | 3 agosto 12 agosto        | 46    | 10    | 1475   |
| 1982 | XII Giochi del Commonwealth                           | Australia (bandiera)     | Australia (bandiera)     | 30 settembre 9 ottobre    | 46    | 10    | 1580   |
| 1982 | XII Giochi del Commonwealth                           | Brisbane                 | Australia                | 30 settembre 9 ottobre    | 46    | 10    | 1580   |
| 1986 | XIII Giochi del Commonwealth                          | Scozia (bandiera)        | Scozia (bandiera)        | 24 luglio 2 agosto        | 46    | 10    | 1660   |
| 1986 | XIII Giochi del Commonwealth                          | Edimburgo                | Scozia                   | 24 luglio 2 agosto        | 46    | 10    | 1660   |
| 1990 | XIV Giochi del Commonwealth                           | Nuova Zelanda (bandiera) | Nuova Zelanda (bandiera) | 24 gennaio 3 febbraio     | 55    | 10    | 2073   |
| 1990 | XIV Giochi del Commonwealth                           | Auckland                 | Nuova Zelanda            | 24 gennaio 3 febbraio     | 55    | 10    | 2073   |
| 1994 | XV Giochi del Commonwealth                            | Canada (bandiera)        | Canada (bandiera)        | 18 agosto 28 agosto       | 63    | 10    | 2557   |
| 1994 | XV Giochi del Commonwealth                            | Victoria                 | Canada                   | 18 agosto 28 agosto       | 63    | 10    | 2557   |
| 1998 | XVI Giochi del Commonwealth                           | Malaysia (bandiera)      | Malaysia (bandiera)      | 1º settembre 21 settembre | 70    | 15    | 3638   |
| 1998 | XVI Giochi del Commonwealth                           | Kuala Lumpur             | Malaysia                 | 1º settembre 21 settembre | 70    | 15    | 3638   |
| 2002 | XVII Giochi del Commonwealth                          | Inghilterra (bandiera)   | Inghilterra (bandiera)   | 25 luglio 4 agosto        | 72    | 17    | 3863   |
| 2002 | XVII Giochi del Commonwealth                          | Manchester               | Inghilterra              | 25 luglio 4 agosto        | 72    | 17    | 3863   |
| 2006 | XVIII Giochi del Commonwealth                         | Australia (bandiera)     | Australia (bandiera)     | 15 marzo 26 marzo         | 71    | 16    | 4500   |
| 2006 | XVIII Giochi del Commonwealth                         | Melbourne                | Australia                | 15 marzo 26 marzo         | 71    | 16    | 4500   |
| 2010 | XIX Giochi del Commonwealth                           | India (bandiera)         | India (bandiera)         | 3 ottobre 14 ottobre      | 71    | 17    | 6081   |
| 2010 | XIX Giochi del Commonwealth                           | Delhi                    | India                    | 3 ottobre 14 ottobre      | 71    | 17    | 6081   |
| 2014 | XX Giochi del Commonwealth                            | Scozia (bandiera)        | Scozia (bandiera)        | 23 luglio 3 agosto        | 71    | 17    | 4967   |
| 2014 | XX Giochi del Commonwealth                            | Glasgow                  | Scozia                   | 23 luglio 3 agosto        | 71    | 17    | 4967   |
| 2018 | XXI Giochi del Commonwealth                           | Australia (bandiera)     | Australia (bandiera)     | 4 aprile 15 aprile        | 71    | 19    | 4426   |
| 2018 | XXI Giochi del Commonwealth                           | Gold Coast               | Australia                | 4 aprile 15 aprile        | 71    | 19    | 4426   |
| 2022 | XXII Giochi del Commonwealth                          | Inghilterra (bandiera)   | Inghilterra (bandiera)   | 27 luglio 7 agosto        | 72    | 20    | 5054   |
| 2022 | XXII Giochi del Commonwealth                          | Birmingham               | Inghilterra              | 27 luglio 7 agosto        | 72    | 20    | 5054   |
| 2026 | XXIII Giochi del Commonwealth                         |                          |                          |                           | 75    | 21    |        |
| 2026 | XXIII Giochi del Commonwealth                         |                          |                          |                           | 75    | 21    |        |

## Medagliere
Aggiornato dopo i XXII Giochi del Commonwealth
| Posiz. | Nazione                   | Oro  | Argento | Bronzo | Totale |
| ------ | ------------------------- | ---- | ------- | ------ | ------ |
| 1      | Australia                 | 1003 | 834     | 767    | 2604   |
| 2      | Inghilterra               | 773  | 783     | 766    | 2322   |
| 3      | Canada                    | 510  | 548     | 589    | 1647   |
| 4      | India                     | 203  | 190     | 171    | 564    |
| 5      | Nuova Zelanda             | 179  | 232     | 295    | 706    |
| 6      | Sudafrica                 | 137  | 132     | 147    | 416    |
| 7      | Scozia                    | 132  | 143     | 227    | 502    |
| 8      | Kenya                     | 91   | 80      | 87     | 258    |
| 9      | Nigeria                   | 82   | 84      | 105    | 271    |
| 10     | Galles                    | 75   | 104     | 155    | 334    |
| 11     | Malaysia                  | 69   | 78      | 91     | 238    |
| 12     | Giamaica                  | 65   | 53      | 58     | 176    |
| 13     | Singapore                 | 41   | 31      | 37     | 109    |
| 14     | Irlanda del Nord          | 37   | 46      | 59     | 142    |
| 15     | Pakistan                  | 27   | 27      | 29     | 83     |
| 16     | Cipro                     | 25   | 16      | 23     | 64     |
| 17     | Uganda                    | 19   | 16      | 25     | 60     |
| 18     | Ghana                     | 15   | 20      | 28     | 63     |
| 19     | Trinidad e Tobago         | 13   | 23      | 26     | 62     |
| 20     | Bahamas                   | 11   | 14      | 13     | 38     |
| 21     | Camerun                   | 11   | 12      | 17     | 40     |
| 22     | Nauru                     | 10   | 11      | 10     | 31     |
| 23     | Samoa                     | 6    | 12      | 11     | 29     |
| 24     | Zimbabwe                  | 6    | 9       | 14     | 29     |
| 25     | Tanzania                  | 6    | 7       | 11     | 24     |
| 26     | Zambia                    | 5    | 13      | 24     | 42     |
| 27     | Papua Nuova Guinea        | 5    | 8       | 2      | 15     |
| 28     | Botswana                  | 5    | 6       | 8      | 19     |
| 29     | Namibia                   | 5    | 4       | 15     | 24     |
| 30     | Hong Kong                 | 5    | 2       | 10     | 17     |
| 31     | Sri Lanka                 | 4    | 9       | 11     | 24     |
| 32     | Figi                      | 4    | 7       | 12     | 23     |
| 33     | Guyana                    | 4    | 6       | 6      | 16     |
| 34     | Barbados                  | 3    | 4       | 8      | 15     |
| 35     | Isola di Man              | 3    | 3       | 6      | 12     |
| 36     | Bermuda                   | 3    | 2       | 3      | 8      |
| 37     | Grenada                   | 3    | 2       | 2      | 7      |
| 38     | Mozambico                 | 2    | 4       | 3      | 9      |
| 39     | Bangladesh                | 2    | 4       | 2      | 8      |
| 40     | Malaysia                  | 2    | 3       | 2      | 7      |
| 41     | Saint Vincent e Grenadine | 2    | 0       | 1      | 3      |
| 42     | Isole Vergini Britanniche | 2    | 0       | 0      | 2      |
| 43     | Mauritius                 | 1    | 9       | 8      | 18     |
| 44     | Guernsey                  | 1    | 4       | 3      | 8      |
| 45     | Saint Lucia               | 1    | 1       | 3      | 5      |
| 46     | Lesotho                   | 1    | 1       | 1      | 3      |
| 47     | Jersey                    | 1    | 0       | 3      | 4      |
| 48     | Isole Cayman              | 1    | 0       | 1      | 2      |
| 49     | Kiribati                  | 1    | 0       | 0      | 1      |
| 49     | Saint Kitts e Nevis       | 1    | 0       | 0      | 1      |
| 51     | Seychelles                | 0    | 3       | 4      | 7      |
| 52     | Rhodesia                  | 0    | 2       | 5      | 7      |
| 53     | Dominica                  | 0    | 2       | 1      | 3      |
| 54     | Malta                     | 0    | 1       | 6      | 7      |
| 55     | eSwatini                  | 0    | 1       | 3      | 4      |
| 56     | Gambia                    | 0    | 1       | 1      | 2      |
| 57     | Irlanda                   | 0    | 1       | 0      | 1      |
| 58     | Malawi                    | 0    | 0       | 3      | 3      |
| 58     | Tonga                     | 0    | 0       | 3      | 3      |
| 58     | Vanuatu                   | 0    | 0       | 3      | 3      |
| 61     | Isola Norfolk             | 0    | 0       | 2      | 2      |
| 62     | Isole Cook                | 0    | 0       | 1      | 1      |
| 62     | Niue                      | 0    | 0       | 1      | 1      |
| 62     | Isole Salomone            | 0    | 0       | 1      | 1      |
| Totale | Totale                    | 3613 | 3608    | 3929   | 11150  |

## Lista delle nazioni/dipendenze partecipanti
- Aden (1962)
- Anguilla (1982, 1998-)

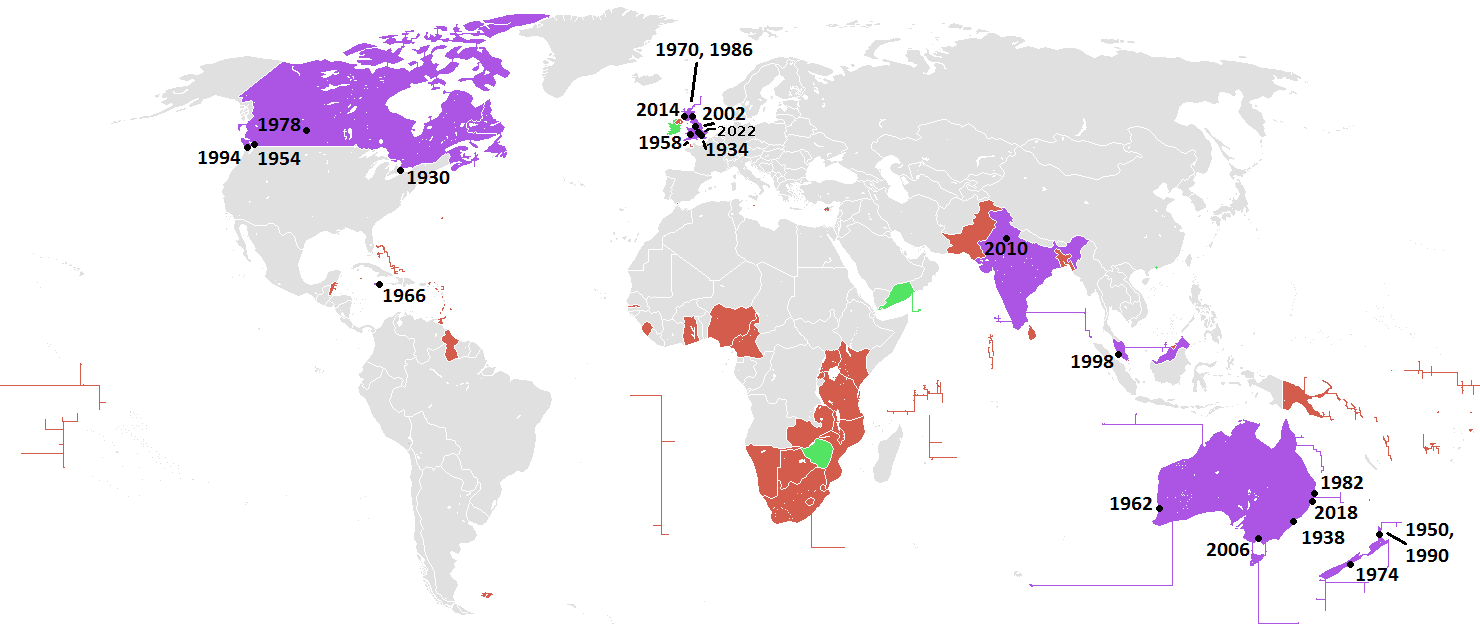
Paesi che hanno ospitato o prevedono di ospitare l'evento
Altri paesi che entrano nei giochi
Paesi che sono entrati nei giochi ma non lo fanno più
• Città ospitanti e anno di gioco

- Antigua e Barbuda (1966-1970, 1978, 1994-)
- Australia (1930-)
- Bahamas (1954-1970, 1978-1982, 1990-)
- Bangladesh (1978, 1990-)
- Barbados (1954-1966, 1970-1982, 1990-)
- Belize (1978, 1994-)
- Bermuda (1930-1938, 1954-1982, 1990-)
- Borneo del Nord (1958-1962)
- Botswana (1974, 1982-)
- Brunei Darussalam (1958, 1990-)
- Camerun (1998-)
- Canada (1930-)
- Isole Cayman (1978-)
- Ceylon (1938-1950, 1958-1970)
- Cipro (1978-1982, 1990-)
- Isole Cook (1974-1978, 1986-)
- Costa d'Oro (1954)
- Dominica (1958-1962, 1970, 1994-)
- Galles (1930-)
- Guyana Britannica (1930-1938, 1954-1962)
- Isole Falkland (1982-)
- Federazione dell'Arabia Meridionale (1966)
- Figi (1938, 1954-1986, 1998-)
- Gambia (1970-1982, 1990-2010)
- Ghana (1958-1982, 1990-)
- Giamaica (1934, 1954-1982, 1990-)
- Gibilterra (1958-)
- Grenada (1970-1974, 1994-)
- Guernsey (1970-)
- Guyana (1966-1970, 1978-1982, 1990-)
- Honduras Britannico (1962-1966)
- Hong Kong (1934, 1954-1962, 1970-1994)
- India (1934-1938, 1954-1958, 1966-1982, 1990-)
- Inghilterra (1930-)
- Irlanda (1930)
- Irlanda del Nord (1934-1938, 1954-)

- Stato Libero d'Irlanda (1934)
- Jersey (1958-)
- Kenya (1954-1982, 1990-)
- Kiribati (1998-)
- Lesotho (1974-)
- Malawi (1970-)
- Malaya (1950, 1958-1962)
- Malaysia (1966-1982, 1990-)
- Maldive (1986-)
- Malta (1958-1962, 1970, 1982-)
- Isola di Man (1958-)
- Mauritius (1958, 1966-1982, 1990-)
- Montserrat (1994-)
- Mozambico (1998-)
- Namibia (1994-)
- Nauru (1990-)
- Nigeria (1950-1958, 1966-1974, 1982, 1990-1994, 2002-)
- Niue (2002-)
- Isola Norfolk (1986-)
- Nuova Zelanda (1930-)
- Pakistan (1954-1970, 1990-)
- Papua Nuova Guinea (1962-1982, 1990-)
- Penang (1958)
- Rhodesia (1934-1950)
- Rhodesia e Nyasaland (1958-1962)
- Rhodesia Meridionale (1954)
- Rhodesia Settentrionale (1954)
- Saint Kitts e Nevis (1978, 1990-)
- Saint Vincent e Grenadine (1958, 1966-1978, 1994-)
- Samoa e Samoa Occidentale (1974-)
- Isola di Sant'Elena (1982, 1998-)
- Saint Lucia (1962, 1970, 1978, 1994-)
- Sarawak (1958-1962)
- Scozia (1930-)
- Seychelles (1990-)
- Sierra Leone (1966-1970, 1978, 1990-)
- Singapore (1958-)
- Isole Salomone (1982, 1990-)
- Sri Lanka (1974-1982, 1990-)
- Sudafrica (1930-1958, 1994-)
- Swaziland (1970-)
- Tanganica (1962)
- Tanzania (1966-1982, 1990-)
- Terranova (1930-1934)
- Tonga (1974, 1982, 1990-)
- Trinidad e Tobago (1934-1982, 1990-)
- Turks e Caicos (1978, 1998-)
- Tuvalu (1998-)
- Uganda (1954-1982, 1990-)
- Vanuatu (1982-)
- Isole Vergini britanniche (1990-)
- Zambia (1970-1982, 1990-)
- Zimbabwe (1982, 1990-2002)

## Sport
Gli sport dei Giochi del Commonwealth sono divisi in tre principali categorie: obbligatori, opzionali e riconosciuti. I dieci sport obbligatori devono essere inclusi nel programma dei Giochi, mentre la nazione ospitante può scegliere di includere fino a sette sport opzionali. Gli sport riconosciuti sono quelli approvati dal CGF, ma necessitano di una crescita maggiore prima dell'inclusione. Al massimo possono essere inclusi quattro sport di squadra nel programma della singola edizione.
Obbligatori
- Atletica leggera (uomini: 1930-, donne: 1934-)
- Badminton (1966-)
- Hockey su prato (1998-)
- Lawn bowls (1930-1962, 1970-)
- Netball (1998-)
- Sport acquatici
  -  Nuoto (1930-)
- Pugilato (1930-)
- Rugby a 7 (1998-)
- Sollevamento pesi (1950-)
- Squash (1998-)

Opzionali
- Canottaggio (1930, 1938–1962, 1986)
- Ciclismo (1934-)
- Ginnastica (1978, 1990-)
  -  Ginnastica artistica
  -  Ginnastica ritmica
- Judo (1990, 2002)
- Lotta (1930–1986, 1994, 2002, 2010)
- Pallacanestro (2006, 2018)
- Sport acquatici
  -  Tuffi (1930-)
  -  Nuoto sincronizzato (1986, 2006)
- Taekwondo (2002-)
- Tennis (2002-)
- Tennistavolo (2002-)
- Tiro a segno (1966, 1974-)
- Tiro con l'arco (1982, 2010)
- Triathlon (2002, 2006)

Riconosciuti
- Biliardo
- Bowling (1998)
- Canoa/kayak
- Cricket (1998)
- Golf
- Pallamano
- Pallanuoto (1950, 2002-2006)
- Pallavolo
- Nuoto per salvamento
- Scherma (1950–1970)
- Softball
- Vela

È anche necessario che il Paese ospitante includa alcuni sport per disabili: ci sono quattro sport obbligatori e tre opzionali.
Obbligatori
- Atletica leggera paralimpica
- Nuoto paralimpico
- Tennistavolo paralimpico
- Powerlifting paralimpico

Opzionali
- Lawn bowls paralimpico
- Pallacanestro in carrozzina
- Paraciclismo